# Liste der denkmalgeschützten Objekte in Imst
Die Liste der denkmalgeschützten Objekte in Imst enthält die 70 denkmalgeschützten, unbeweglichen Objekte der Tiroler Stadtgemeinde Imst.

## Denkmäler
| Foto  |                 | Denkmal | Standort                                            | Beschreibung | Metadaten |
| ----- | --------------- | --- | --------------------------------------------------- | --- | --- |
| ja    | Datei hochladen | Anhalter Hütte HERIS-ID: 61896 TKK: 142361seit 2021                                                                                           | Anhalter Hütte 101 Standort KG: Imst                | Die Hütte wurde 1911/12 von der Sektion Anhalt des DuOeAV erbaut. 1913 wurde ein Wirtschaftsgebäude errichtet, 1976 ein Erweiterungsbau angefügt. Der ursprünglich als Mittelflurhaus konzipierte zweigeschoßige Bau weist einen Erker an der Südecke auf. Die Hütte ist in Mischbauweise errichtet: Unter- und Erdgeschoß sind als Sichtsteinbau mit ausgestrichenen Mörtelfugen ausgeführt, Ober- und Dachgeschoß als Kantblockbau mit nach oben auskragendem Eckverband gezimmert, die Giebelfelder sind senkrecht verbrettert. Im Erdgeschoß befindet sich die in den 1970er Jahren erweiterte Gaststube, im ursprünglichen Teil haben sich die Wandverkleidung und teilweise Mobiliar aus der Bauzeit erhalten. | BDA-Hist.: Q545121 Status: Bescheid Stand der BDA-Liste: 2025-06-30 Name: Anhalter Hütte GstNr.: 4117/3 Anhalter Hütte |
| ja    | Datei hochladen | Pestkapelle/Hl. Grabkirche HERIS-ID: 17094 Objekt-ID: 13367 TKK: 21894                                                                        | gegenüber Am Bergl 1 Standort KG: Imst              | 1674 bezeichnete Kapelle mit Zwiebelhelm nördlich der Laurentiuskirche | BDA-Hist.: Q37833943 Status: § 2a Stand der BDA-Liste: 2025-06-30 Name: Pestkapelle/Hl. Grabkirche GstNr.: .200 |
| ja    | Datei hochladen | Kath. Filialkirche hl. Laurentius HERIS-ID: 17062 Objekt-ID: 13333 TKK: 21868                                                                 | südöstlich Am Bergl 29 Standort KG: Imst            | Urkundlich 1352 erstmals erwähnte romanische Kirche mit Rundapsis, Grabungsbefund einer Kirche aus dem 5. Jahrhundert | BDA-Hist.: Q37833641 Status: § 2a Stand der BDA-Liste: 2025-06-30 Name: Kath. Filialkirche hl. Laurentius GstNr.: .201 Laurentiuskirche (Imst)                                                                                    |
| ja    | Datei hochladen | Museum im Ballhaus HERIS-ID: 17118 Objekt-ID: 13392 TKK: 19105                                                                                | Ballgasse 1 Standort KG: Imst                       | Das 1530 erstmals urkundlich erwähnte Gebäude diente bis ins 19. Jahrhundert als Lager für Warenballen. Nach 1918 wurde es vollständig umgebaut und bis 1998 als Rathaus, Heimatmuseum und Musikschule verwendet. Nach neuerlichem Umbau wurde es 2003 als Heimatmuseum neu eröffnet. Der zweigeschoßige spätklassizistische Mauerbau über Mittelflurgrundriss mit Satteldach weist eine dreiachsige Giebelfassade mit großem Rundbogenportal auf. Im Inneren haben sich Stichkappentonnengewölbe erhalten. | BDA-Hist.: Q1954713 Status: § 2a Stand der BDA-Liste: 2025-06-30 Name: Museum im Ballhaus GstNr.: .98 Museum im Ballhaus |
| ja    | Datei hochladen | Wegkapelle Hl. Dreifaltigkeit HERIS-ID: 17095 Objekt-ID: 13368 TKK: 21891                                                                     | östlich Bigerweg 28 Standort KG: Imst               | Kapelle um 1770 im Feld mit barocken Wandmalereien | BDA-Hist.: Q37833956 Status: § 2a Stand der BDA-Liste: 2025-06-30 Name: Wegkapelle Hl. Dreifaltigkeit GstNr.: 1373 Wegkapelle hl. Dreifaltigkeit (Imst)                                                                           |
| ja    | Datei hochladen | Kirche zu den Hll. Engeln in Brennbichl und Glockenturm HERIS-ID: 17060 Objekt-ID: 13331 TKK: 21870                                           | gegenüber Brennbichl 3 Standort KG: Imst            | Die Kirche mit freistehendem Glockenturm aus Beton wurde 1965–1967 nach Plänen von Norbert Heltschl erbaut. Der rechteckige Kirchenraum mit hohen Lichtwänden weist durch die Anordnung von Gestühl und Altarbezirk eine diagonale Tendenz auf. Die Ausstattung aus der Bauzeit stammt von Andreas Weissenbach (Altarmosaik), Elmar Kopp (Kreuzwegstationen) und August Stimpfl (Glasfenster in der Taufkapelle). In der Werkstagskapelle steht eine Statue der Schmerzhaften Muttergottes von Andreas Thamasch aus der Zeit um 1685/90. | BDA-Hist.: Q37833614 Status: § 2a Stand der BDA-Liste: 2025-06-30 Name: Kirche zu den Hll. Engeln in Brennbichl und Glockenturm GstNr.: .1126, .1127 Kirche zu den Heiligen Engeln (Brennbichl)                                   |
| ja    | Datei hochladen | Wandbild Arma Christi von Max Weiler am Viehhof Imst HERIS-ID: 99317 Objekt-ID: 115428 TKK: 22063                                             | Brennbichl 53 Standort KG: Imst                     | Das Wandbild Arma Christi mit Stier von Max Weiler stammt aus dem Jahre 1958. Das Mosaik aus glasierten Keramikplatten hat ein Format von rund 7 × 6 Meter und war ursprünglich im Innenhof des Viehhofs in Imst angebracht. Im Zuge des Neubaus des Agrarzentrums von 2008 bis 2010 wurde es an die neue Stelle übertragen. | BDA-Hist.: Q37773923 Status: Bescheid Stand der BDA-Liste: 2025-06-30 Name: Wandbild Arma Christi von Max Weiler am Viehhof Imst GstNr.: 2843/120                                                                                 |
| ja    | Datei hochladen | Wohnhaus und Kraftwerksausstattung HERIS-ID: 4313 Objekt-ID: 156 TKK: 46467seit 2018                                                          | Brennbichl 90 Standort KG: Imst                     | Das heute als Unterstufe III des Kraftwerks Imst bezeichnete Gebäude stammt im Kern aus dem 17. Jahrhundert und wurde im 18. und 19. Jahrhundert umgebaut. Im hinteren Teil des Gebäudes wurde in den 1920/1930er Jahren ein Wasserkraftwerk eingebaut. Der zweigeschoßige, teilweise in Bruchsteinmauerwerk ausgeführte Mauerbau über Mittelflurgrundriss mit Pfettendach ist giebelseitig über ein abgefastes Rundbogenportal mit darüber liegendem Mariahilfmedaillon (um 1800) erschlossen. An der nördlichen Traufseite und der rückwärtigen Giebelfassade befinden sich die äußeren Kraftwerksanlagen. Im Inneren haben sich der Mittelflur mit Stichkappengewölbe und ein tonnengewölbter Raum im Erdgeschoß, vermutlich vom Ende des 16., Anfang des 17. Jahrhunderts erhalten. | BDA-Hist.: Q96678592 Status: Bescheid Stand der BDA-Liste: 2025-06-30 Name: Wohnhaus und Kraftwerksausstattung GstNr.: .482/1 |
| ja    | Datei hochladen | Kapuzinerkloster und Kirche hl. Josef mit Gartendenkmalen, künstlichen Wegsystemen und Ummauerung HERIS-ID: 17063 Objekt-ID: 13334 TKK: 21865 | Dr.-Carl-Pfeiffenberger-Straße 13 Standort KG: Imst | Das Kloster wurde 1682 geweiht, nach dem Stadtbrand 1822 wieder aufgebaut und 1963/64 umgestaltet. Die Klosterkirche ist ein schlichter Bau mit einem geschweiften Satteldach. Im tonnengewölbten Inneren befindet sich der Hochaltar aus dem 19. Jahrhundert mit einem aufwändigen Tabernakel und einem Altarblatt von Josef Kranewitter von 1794. | BDA-Hist.: Q23541695 Status: § 2a Stand der BDA-Liste: 2025-06-30 Name: Kapuzinerkloster und Kirche hl. Josef mit Gartendenkmalen, künstlichen Wegsystemen und Ummauerung GstNr.: .1, 1/1, 1/2 Kapuzinerkirche und -kloster, Imst |
| ja    | Datei hochladen | Wohnhaus, Alte Sparkasse HERIS-ID: 17065 Objekt-ID: 13336 TKK: 22024                                                                          | Dr.-Carl-Pfeiffenberger-Straße 14 Standort KG: Imst | Das Gebäude wurde 1903–1905 für die Imster Sparkasse errichtet, 2011 wurde es als Wohngebäude adaptiert. Der späthistoristische Bau weist ein flaches Walmdach und leicht vortretende Seitenrisalite auf. Die Giebelfassade greift Jugendstilelemente auf und ist mit Gesimsen, stuckierten Pilastern und einer Mauerbänderung im Untergeschoß gegliedert. Das Rundbogenportal ist über eine hohe Freitreppe erschlossen, alle Fenster sind mit Stuckrahmungen und Überdachungen und teilweise mit Stuckköpfen verziert. | BDA-Hist.: Q37833666 Status: Bescheid Stand der BDA-Liste: 2025-06-30 Name: Wohnhaus, Alte Sparkasse GstNr.: .529 |
| ja    | Datei hochladen | Kapuzinereremitage / Einsiedelei-Kapelle HERIS-ID: 17064 Objekt-ID: 13335 TKK: 36472                                                          | Dr.-Carl-Pfeiffenberger-Straße 19 Standort KG: Imst | Die Kapuzinereremitage ist eine barocke Kapelle in der südwestlichen Ecke des Klostergartens. Der quadratische Bau trägt ein schindelgedecktes Pyramidendach und eine Laterne, an den Seitenwänden befinden sich Rundbogenblendnischen. Im Inneren umrahmen freistehende, gemauerte, mit Steinen und Muscheln dekorierte Arkaden den Altar. | BDA-Hist.: Q63986581 Status: § 2a Stand der BDA-Liste: 2025-06-30 Name: Kapuzinereremitage / Einsiedelei-Kapelle GstNr.: 16/1 Kapuzinereremitage (Imst)                                                                           |
| ja    | Datei hochladen | Hotel Post, ehem. Ansitz Sprengenstein HERIS-ID: 17066 Objekt-ID: 13337 TKK: 31331seit 2014                                                   | Eduard-Wallnöfer-Platz 3 Standort KG: Imst          | Vier- bis fünfgeschoßiger Komplex, im Kern spätgotisch, polygonale Erker mit Zwiebelhelmen | BDA-Hist.: Q37833683 Status: Bescheid Stand der BDA-Liste: 2025-06-30 Name: Hotel Post, ehem. Ansitz Sprengenstein GstNr.: .12 Hotel Post, Imst                                                                                   |
| ja    | Datei hochladen | Luise-Wallnöfer-Haus / Alte Haushaltungsschule HERIS-ID: 39299 Objekt-ID: 39025 TKK: 22053                                                    | Eduard-Wallnöfer-Platz 4 Standort KG: Imst          | Der heute von der Landwirtschaftlichen Landeslehranstalt Imst genutzte Gebäude wurde im 17. Jahrhundert als Fuhrmannsherberge erbaut und war anschließend der „Gasthof zum Goldenen Löwen“. Im 19. Jahrhundert wurde es nach Westen verlängert, seit 1925 als Haushaltungsschule genutzt und 1989 renoviert und „Luise-Wallnöfer-Haus“ benannt. Der dreigeschoßige, langgestreckte Bau mit ausgebautem Dachgeschoß, Satteldach und Dachhäuschen weist Polygonalerker, Eckpilaster, an der Ostfassade durch Rundbogenarkaden geöffnete Lauben und im Westen einen von einem Portikus auf Säulen überdachten Eingang auf. Alle Fenster- und Türöffnungen sind mit Stuckrahmungen versehen, die Erker wurden 1988 mit Malereien von Elmar Kopp geschmückt. Im Inneren haben sich Gänge mit Stichkappentonnengewölbe erhalten. | BDA-Hist.: Q37988462 Status: § 2a Stand der BDA-Liste: 2025-06-30 Name: Luise-Wallnöfer-Haus / Alte Haushaltungsschule GstNr.: 16/1 Luise-Wallnöfer-Haus (Imst)                                                                   |
| ja    | Datei hochladen | Gartenhaus südlich des Luise-Wallnöfer-Hauses HERIS-ID: 96861 Objekt-ID: 112509 TKK: 22055                                                    | bei Eduard-Wallnöfer-Platz 4 Standort KG: Imst      | Der Pavillon in der Südwestecke des an das Luise-Wallnöfer-Haus anschließenden Gartens wurde vor 1856 errichtet. Das Walmdach ist im Norden vorhallenartig vorgezogen und liegt auf Holzsäulen über niederer Brüstung auf. An der Westwand ist ein kleines Brunnenhäuschen mit geschwungener Überdachung angebaut. Das Innere ist streng symmetrisch angeordnet und besteht aus einem kleinen, tonnengewölbten Raum in der Mitte, der sich durch rundbogige Durchgänge zu je einem rechteckigen, flachgedeckten Raum öffnet. | BDA-Hist.: Q37768977 Status: § 2a Stand der BDA-Liste: 2025-06-30 Name: Gartenhaus südlich des Luise-Wallnöfer-Hauses GstNr.: 16/1                                                                                                |
| ja    | Datei hochladen | Landesreisebüro und Nebengebäude HERIS-ID: 96856 Objekt-ID: 112502 TKK: 22035                                                                 | Eduard-Wallnöfer-Platz 5 Standort KG: Imst          | Das Gebäude wurde 1957–1959 nach Plänen von Anton Hammerl als Teil der Landwirtschaftlichen Landeslehranstalt Imst errichtet. Der dreigeschoßige Bau mit Walmdach weist Erker, Rundbogenarkaden und im Westen einen sechseckigen Treppenturm mit welscher Haube auf. Im Westen befindet sich der Eingang zur Schule, im Osten unter den Arkadenöffnungen der Eingang zum ehemaligen Landesreisebüro. Alle Fenster- und Türöffnungen sind mit Stuckrahmungen versehen, die Fassaden sind mit Sgraffiti von Norbert Strolz und Elmar Kopp geschmückt, das Wappenrelief am Eingangsportal stammt von Hans Pontiller. | BDA-Hist.: Q37768955 Status: § 2a Stand der BDA-Liste: 2025-06-30 Name: Landesreisebüro und Nebengebäude GstNr.: 16/1 Landesreisebüro (Imst)                                                                                      |
| ja    | Datei hochladen | Florianbrunnen HERIS-ID: 17098 Objekt-ID: 13371 TKK: 21993                                                                                    | Floriangasse Standort KG: Imst                      | Der Brunnen besteht aus einem großen, rechteckigen, zweiteiligen Brunnentrog aus der Zeit nach 1950 und einem polygonalen Brunnenschaft mit einer überdachten Brunnenfigur des hl. Florian, die im 20. Jahrhundert von Robert Ehart nach dem Original von Gottfried Renn von 1837 geschaffen wurde. | BDA-Hist.: Q37833992 Status: § 2a Stand der BDA-Liste: 2025-06-30 Name: Florianbrunnen GstNr.: 4166/1 |
| ja    | Datei hochladen | Marienbrunnen HERIS-ID: 17116 Objekt-ID: 13389 TKK: 21995                                                                                     | Floriangasse Standort KG: Imst                      | Der Brunnen besteht aus zwei unterschiedlich großen, rechteckigen, nebeneinander angeordneten Brunnentrögen von 1878 bzw. 1989 und einem polygonalen Brunnenschaft mit einer überdachten Brunnenfigur der Maria Immaculata. Die Figur wird Franz Xaver Renn, Gottlieb Klotz dem Jüngeren oder Johann Grissemann zugeschrieben. | BDA-Hist.: Q37834262 Status: § 2a Stand der BDA-Liste: 2025-06-30 Name: Marienbrunnen GstNr.: 4166/1 |
| ja    | Datei hochladen | Haus Flür/Knappenhaus HERIS-ID: 17067 Objekt-ID: 13338 TKK: 44821                                                                             | Floriangasse 1 Standort KG: Imst                    | Im Kern spätgotischer Gebäudekomplex mit Segmentgiebelportal | BDA-Hist.: Q37833696 Status: Bescheid Stand der BDA-Liste: 2025-06-30 Name: Haus Flür/Knappenhaus GstNr.: .149 |
| ja    | Datei hochladen | Ehem. Berggericht HERIS-ID: 17068 Objekt-ID: 13339 TKK: 44821                                                                                 | Floriangasse 3 Standort KG: Imst                    | Gebäude mit Wandmalereiresten aus dem 16. Jahrhundert | BDA-Hist.: Q37833708 Status: Bescheid Stand der BDA-Liste: 2025-06-30 Name: Ehem. Berggericht GstNr.: 203 |
| ja    | Datei hochladen | Petrusbrunnen HERIS-ID: 17112 Objekt-ID: 13385 TKK: 21980                                                                                     | Franz-Xaver-Renn-Straße Standort KG: Imst           | Der Petrusbrunnen ist ein um 1900 entstandener Laufbrunnen. | BDA-Hist.: Q37834196 Status: § 2a Stand der BDA-Liste: 2025-06-30 Name: Petrusbrunnen GstNr.: 4173/1 |
| ja    | Datei hochladen | Neue Mittelschule Oberstadt HERIS-ID: 17119 Objekt-ID: 13393 TKK: 22130                                                                       | Franz-Xaver-Renn-Straße 18 Standort KG: Imst        | Die Schule wurde 1928 bis 1929 nach einem Entwurf von Clemens Holzmeister unter einer eventuellen Beteiligung von Lois Welzenbacher erbaut und 1990 bis 1991 mit einem Anbau und dem Neubau der Turnhalle erweitert. | BDA-Hist.: Q37834299 Status: § 2a Stand der BDA-Liste: 2025-06-30 Name: Hauptschule Oberstadt GstNr.: 1608/2 Mittelschule Oberstadt (Imst)                                                                                        |
| ja    | Datei hochladen | Marienbrunnen in Gunglgrün HERIS-ID: 17115 Objekt-ID: 13388 TKK: 22016                                                                        | Gunglgrün 54, in der Nähe Standort KG: Imst         | Der 1953 errichtete und 1994 restaurierte Brunnen besteht aus zwei verschieden großen, rechteckigen, nebeneinander angeordneten gemauerten Brunnentrögen und einem gemauertern Brunnenschaft mit der überdachten Figur einer thronenden Madonna mit Kind. | BDA-Hist.: Q37834246 Status: § 2a Stand der BDA-Liste: 2025-06-30 Name: Marienbrunnen in Gunglgrün GstNr.: 4283/1 Marienbrunnen in Gunglgrün                                                                                      |
| ja    | Datei hochladen | Wallfahrtskapelle Maria Schnee in Gunglgrün und Umfassungsmauer HERIS-ID: 17091 Objekt-ID: 13364 TKK: 21867                                   | gegenüber Gunglgrün 75 Standort KG: Imst            | 1734 geweihter barocker Saalbau mit Stuckdekor | BDA-Hist.: Q37833913 Status: § 2a Stand der BDA-Liste: 2025-06-30 Name: Wallfahrtskapelle Maria Schnee in Gunglgrün und Umfassungsmauer GstNr.: .469 Wallfahrtskapelle Maria Schnee in Gunglgrün                                  |
| BW    | Datei hochladen | Ehem. Heilig-Geist-Spital, Wohn- und Geschäftshaus HERIS-ID: 113696 TKK: 144910seit 2022                                                      | Johannesplatz 2 Standort KG: Imst                   | Das ehemalige Hl.-Geist-Spital ist ein spätgotischer Bau und im Kern zumindest seit der zweiten Hälfte des 15. Jahrhunderts nachweisbar. Es wurde unmittelbar gegenüber der bestehenden Johanneskirche zwischen Malbach und Schinderbach im Untermarkt als erste derartige Fürsorgestätte im Imster Raum errichtet. Zwischen dem 16. und 18. Jahrhundert erfolgten Zu- und Umbauten und damit verbundene Aufstockungen, die Wiedererrichtung nach dem großen Brand von 1822 bestimmt das heutige Ansehen des Gebäudes. 1820 übersiedelte das Spital in die Malbachgasse und 1835 in das neu errichtete Institutsspital der Barmherzigen Schwestern, das kommunal geführte Spital wurde darauf privatisiert (1823 inschriftlich). Ab 1929 war in dem Gebäude eine Gerberei, Um- und Einbauten aus den 1960er und 1980er Jahren. Die Hauptfassade des heutigen Wohn- und Geschäftshauses ist nach Westen orientiert, an der Giebelfassade befindet sich ein barockes Wandbild mit einer Darstellung der hl. Elisabeth von Thüringen bei der Speisung und Pflege von Kranken. An der Ostfassade im unteren Geschoß weisen zwei tiefe, trichterförmige Fensteröffnungen mit Segmentbogenabschluss auf die spätmittelalterliche/frühneuzeitliche Baustruktur hin. Innen gewölbte Räume aus der spätgotischen Bauphase des 15. Jahrhunderts, insgesamt zeigt das Gebäude durch die verschiedenen intensiven Nutzungsphasen einen heterogenen Baubestand. | BDA-Hist.: Q112967181 Status: Bescheid Stand der BDA-Liste: 2025-06-30 Name: Ehem. Heilig-Geist-Spital, Wohn- und Geschäftshaus GstNr.: 235                                                                                       |
| ja    | Datei hochladen | Kath. Filialkirche hl. Johannes HERIS-ID: 17061 Objekt-ID: 13332 TKK: 21864                                                                   | Johannesplatz 9 Standort KG: Imst                   | Im 14. Jahrhundert erstmals urkundlich erwähnter, im Kern gotischer Bau | BDA-Hist.: Q37833627 Status: § 2a Stand der BDA-Liste: 2025-06-30 Name: Kath. Filialkirche hl. Johannes GstNr.: .190 Johanneskirche (Imst)                                                                                        |
| ja    | Datei hochladen | Kalvarienberg/Kreuzweg und Kruzifixe HERIS-ID: 17093 Objekt-ID: 13366 TKK: 21900, 21902, 21904, …                                             | bei Johannesplatz 9 Standort KG: Imst               | Die sieben Nischenkapellen wurden zwischen Ende des 17. und Ende des 18. Jahrhunderts erbaut. | BDA-Hist.: Q37833932 Status: § 2a Stand der BDA-Liste: 2025-06-30 Name: Kalvarienberg/Kreuzweg und Kruzifixe GstNr.: 286, 312/1 Kalvarienberg Imst                                                                                |
| ja    | Datei hochladen | Figurenbildstock hl. Johannes Nepomuk HERIS-ID: 17097 Objekt-ID: 13370 TKK: 21984                                                             | Johannesplatz Standort KG: Imst                     | Brückenfigur aus der Mitte des 18. Jahrhunderts | BDA-Hist.: Q37833980 Status: § 2a Stand der BDA-Liste: 2025-06-30 Name: Figurenbildstock hl. Johannes Nepomuk GstNr.: 4311 Figurenbildstock hl. Johannes Nepomuk (Imst)                                                           |
| ja    | Datei hochladen | Villa Stapf/Musikschule HERIS-ID: 17121 Objekt-ID: 13395 TKK: 22052                                                                           | Karl-von-Lutterotti-Straße 6 Standort KG: Imst      | Die ehemalige Villa Stapf wurde 1899 (oder 1902) nach Plänen von Georg Gottschall für den aus Imst stammenden Techniker Thomas Stapf (1863–1922) errichtet. Sie dient heute als Musikschule. | BDA-Hist.: Q37834311 Status: § 2a Stand der BDA-Liste: 2025-06-30 Name: Villa Stapf/Musikschule GstNr.: .504 |
| ja    | Datei hochladen | Immaculatabrunnen/Lain-Brunnen HERIS-ID: 17117 Objekt-ID: 13390 TKK: 21990                                                                    | bei Kramergasse 2 Standort KG: Imst                 | Brunnen von 1837 mit Steinfigur | BDA-Hist.: Q37834278 Status: § 2a Stand der BDA-Liste: 2025-06-30 Name: Immaculatabrunnen/Lain-Brunnen GstNr.: 4384 |
| ja    | Datei hochladen | Schutzengelbrunnen HERIS-ID: 17109 Objekt-ID: 13382 TKK: 21986                                                                                | Kramergasse Standort KG: Imst                       | 1874 bezeichneter Brunnen mit barocker Statue, Josef Anton Renn zugeschrieben | BDA-Hist.: Q37834146 Status: § 2a Stand der BDA-Liste: 2025-06-30 Name: Schutzengelbrunnen GstNr.: 4310/2 |
| ja    | Datei hochladen | Schutzengelbrunnen HERIS-ID: 17104 Objekt-ID: 13377 TKK: 21960                                                                                | Lehngasse Standort KG: Imst                         | Der Brunnen besteht aus zwei verschieden großen, rechteckigen, nebeneinander angeordneten Brunnentrögen vom Ende des 19. Jahrhunderts und einem polygonaler Brunnenschaft mit der überdachten Figur eines Engels mit Blattstab. | BDA-Hist.: Q37834056 Status: § 2a Stand der BDA-Liste: 2025-06-30 Name: Schutzengelbrunnen GstNr.: 4198 Schutzengelbrunnen Lehngasse (Imst)                                                                                       |
| ja    | Datei hochladen | Christophorusbrunnen HERIS-ID: 17106 Objekt-ID: 13379 TKK: 21958                                                                              | bei Lehngasse 15 Standort KG: Imst                  | mit der Jahreszahl 1868 bezeichneter Brunnen | BDA-Hist.: Q37834090 Status: § 2a Stand der BDA-Liste: 2025-06-30 Name: Christophorusbrunnen GstNr.: 4489 Christophorusbrunnen Lehngasse                                                                                          |
| ja    | Datei hochladen | Meilenstein westlich der Bundesstraße HERIS-ID: 100565 Objekt-ID: 116815 TKK: 115613                                                          | bei Meilensteinweg 1 Standort KG: Imst              | Der Meilenstein, eine runde Steinsäule mit Resten von Inschriften, steht an der Einmündung des Meilensteinwegs in die Tiroler Straße. | BDA-Hist.: Q37784814 Status: § 2a Stand der BDA-Liste: 2025-06-30 Name: Meilenstein westlich der Bundesstraße GstNr.: 4174/1 Meilenstein, Imst                                                                                    |
| ja    | Datei hochladen | Bundesrealgymnasium HERIS-ID: 72082 Objekt-ID: 85297 TKK: 34253                                                                               | Meraner Straße 13 Standort KG: Imst                 | Von 1970 bis 1973 nach den Plänen der Architekten Franz Kiener und Ferdinand Kitt (1919–1973) erbaut. Modellschule Vorfertigung im Schulbau als Hallenschule mit Rastersystem und Sichtbetonfertigteilen. | BDA-Hist.: Q19276002 Status: Bescheid Stand der BDA-Liste: 2025-06-30 Name: Bundesrealgymnasium GstNr.: 2193/3 Bundesrealgymnasium Imst                                                                                           |
| ja    | Datei hochladen | Haushaltungsschule HERIS-ID: 96880 Objekt-ID: 112535 TKK: 22059                                                                               | Meraner Straße 3 Standort KG: Imst                  | Die Schule wurde im 20. Jahrhundert errichtet, das Sgraffito an der Fassade stammt von Walter Honeder (inschriftlich) um 1951. | BDA-Hist.: Q37769022 Status: § 2a Stand der BDA-Liste: 2025-06-30 Name: Haushaltungsschule GstNr.: .781 |
| ja    | Datei hochladen | Landwirtschaftliche Landeslehranstalt Imst samt Erweiterungsbau HERIS-ID: 39298 Objekt-ID: 39022 TKK: 22056                                   | Meraner Straße 6 Standort KG: Imst                  | Das Gebäude wurde 1876 als Realschule erbaut, diente ab 1888 als erste Bauhandwerkschule Österreichs und wird seit 1914 von der landwirtschaftlichen Lehranstalt genutzt. 1927–1929 wurde im Norden ein Trakt mit Hauskapelle angebaut, 1939–1945 befand sich im Gebäude die NSDAP-Kreisleitung, die die Kapelle zum Festsaal umgestalten ließ. Die dreiflügelige Anlage aus dreigeschoßigen kubischen Baukörper mit flachem Walmdach und Dachgaupen umschließt einen schmalen Hof im Westen. Die repräsentative Ostfassade ist mit einem Mittelrisalit und einem von Pilastern flankierten Rechteckportal mit Dreieckgiebel versehen. Die Fassaden sind durch eine gebänderte Erdgeschoßzone, ein breites Gesimsband, ein verkröpftes Abschlussgesims, Eckquaderung sowie Stuckrahmungen an allen Fenster- und Türöffnungen gegliedert. | BDA-Hist.: Q19971280 Status: Bescheid Stand der BDA-Liste: 2025-06-30 Name: Landwirtschaftliche Landeslehranstalt Imst samt Erweiterungsbau GstNr.: 3461/5 Landwirtschaftliche Landeslehranstalt Imst                             |
| ja    | Datei hochladen | Bildstock HERIS-ID: 17059 Objekt-ID: 13330 TKK: 21918                                                                                         | Pfarrgasse Standort KG: Imst                        | Der Nischenbildstock am Aufgang zur Pfarrkirche stammt aus dem 3. Viertel des 18. Jahrhunderts. Das Fresco wird Josef Arnold dem Älteren zugeschrieben. | BDA-Hist.: Q37833603 Status: § 2a Stand der BDA-Liste: 2025-06-30 Name: Bildstock GstNr.: 4174/10 Wayside shrine Pfarrgasse, Imst                                                                                                 |
| ja    | Datei hochladen | Kloster der barmherzigen Schwestern mit Hauskapelle HERIS-ID: 17072 Objekt-ID: 13345 TKK: 21872                                               | Pfarrgasse 12 Standort KG: Imst                     | Das Gebäude stammt im Kern aus dem 14. Jahrhundert und wurde 1772 und 1822 nach einem Brand umgebaut. Anschließend wurde es bis 2012 als Kloster genutzt und von 2018 bis 2023 abermals umgebaut. Der zweiachsige Mauerbau mit Walmdach und Türmchen weist Fenster mit stilisierten Rokoko-Putzrahmen und Korbgittern auf. Die 1832 geweihte Hauskapelle ist ein Rechteckraum mit Flachdecke. | BDA-Hist.: Q23541709 Status: § 2a Stand der BDA-Liste: 2025-06-30 Name: Kloster der barmherzigen Schwestern mit Hauskapelle GstNr.: 276/1 Kloster der Barmherzigen Schwestern Imst                                                |
| ja    | Datei hochladen | Widum HERIS-ID: 17073 Objekt-ID: 13346 TKK: 22060                                                                                             | Pfarrgasse 15 Standort KG: Imst                     | 1735 erbauter zweigeschoßiger Pfarrhof mit Steinmasken am Portal | BDA-Hist.: Q37833732 Status: § 2a Stand der BDA-Liste: 2025-06-30 Name: Widum GstNr.: .257 |
| ja    | Datei hochladen | Guter Hirte-Brunnen HERIS-ID: 17110 Objekt-ID: 13383 TKK: 21978                                                                               | gegenüber Pfarrgasse 24 Standort KG: Imst           | Brunnen mit barocker Figur, Josef Anton Renn zugeschrieben | BDA-Hist.: Q37834164 Status: § 2a Stand der BDA-Liste: 2025-06-30 Name: Guter Hirte-Brunnen GstNr.: 449/2 |
| ja    | Datei hochladen | Bürgerhaus HERIS-ID: 17074 Objekt-ID: 13347 TKK: 22061                                                                                        | Pfarrgasse 33 Standort KG: Imst                     | Das Wohngebäude Grissemann stammt aus dem 19. Jahrhundert, es ist mit 1866 bezeichnet. | BDA-Hist.: Q37833746 Status: Bescheid Stand der BDA-Liste: 2025-06-30 Name: Bürgerhaus GstNr.: .323 |
| BW    | Datei hochladen | Bürgerhaus HERIS-ID: 243413 TKK: 146216seit 2024                                                                                              | Pfarrgasse 35 Standort KG: Imst                     | Das materiell geteilte Gebäude aus der zweiten Hälfte des 15. Jahrhunderts war im 17. und 18. Jahrhundert das Wohnhaus der Künstlerfamilie Wittwer. Der mächtige, dreigeschoßige Mauerbau mit Walmdach lässt unter der Fassadierung des späten 19. Jahrhunderts ältere Oberflächen erkennen, vermutlich eine spätgotische Naturputzgliederung mit Ritzungen. Im Inneren finden sich überwölbte Flure im Erdgeschoß und ersten Obergeschoß sowie gemauerte Treppenaufgänge aus der zweiten Hälfte des 15. Jahrhunderts. Die mit Stichkappen durchsetzten Tonnengewölbe weise aufgeputzte Graten auf. In seiner Grundstruktur erhalten ist der originale gotische Dachstuhl. | BDA-Hist.: Q126122402 Status: Bescheid Stand der BDA-Liste: 2025-06-30 Name: Bürgerhaus GstNr.: .314 |
| ja    | Datei hochladen | Josefsbrunnen HERIS-ID: 17111 Objekt-ID: 13384 TKK: 21975                                                                                     | bei Pfarrgasse 40 Standort KG: Imst                 | Der Josefsbrunnen ist ein mit 1890 bezeichneter Laufbrunnen. | BDA-Hist.: Q37834180 Status: § 2a Stand der BDA-Liste: 2025-06-30 Name: Josefsbrunnen GstNr.: 4172/1 |
| ja    | Datei hochladen | Alte Volksschule HERIS-ID: 17075 Objekt-ID: 13348 TKK: 22028                                                                                  | Schulgasse 1 Standort KG: Imst                      | Dreigeschoßiger kubischer Barockbau mit Schopfwalmdach | BDA-Hist.: Q37833760 Status: § 2a Stand der BDA-Liste: 2025-06-30 Name: Alte Volksschule GstNr.: .255/1 Alte Volksschule Imst |
| ja    | Datei hochladen | Gallusbrunnen HERIS-ID: 17113 Objekt-ID: 13386 TKK: 21971                                                                                     | bei Schulgasse 9 Standort KG: Imst                  | Der Gallusbrunnen ist ein geteilter Steintrog mit einer Holzfigur des hl. Gallus aus dem Jahr 1899, die Figur wird dem Schnitzer Jakob Schuler zugeschrieben. Der Brunnen stand früher mitten auf der Straße und war rundum zugänglich, die Schnitzfigur stand auf einer Holzsäule. | BDA-Hist.: Q37834213 Status: § 2a Stand der BDA-Liste: 2025-06-30 Name: Antoniusbrunnen GstNr.: 4171/1 |
| ja    | Datei hochladen | Josefsbrunnen HERIS-ID: 17114 Objekt-ID: 13387 TKK: 22001                                                                                     | vor Schustergasse 8 Standort KG: Imst               | 1879 bezeichneter Brunnen mit Figur von Martin Falbesoner | BDA-Hist.: Q37834229 Status: § 2a Stand der BDA-Liste: 2025-06-30 Name: Josefsbrunnen GstNr.: 4166/1 Josefsbrunnen Schustergasse (Imst)                                                                                           |
| ja    | Datei hochladen | Verwaltungsgebäude der Österreichischen Bundesforste HERIS-ID: 17076 Objekt-ID: 13349 TKK: 22029                                              | Schustergasse 20 Standort KG: Imst                  | Giebelseitiges Gebäude, im Kern aus dem 17. Jahrhundert | BDA-Hist.: Q37833776 Status: Bescheid Stand der BDA-Liste: 2025-06-30 Name: Verwaltungsgebäude der Österreichischen Bundesforste GstNr.: 31                                                                                       |
| ja    | Datei hochladen | Bürgerhaus, Strelehaus HERIS-ID: 17078 Objekt-ID: 13351 TKK: 22030                                                                            | Schustergasse 27 Standort KG: Imst                  | Gebäude mit polygonalem Mittelerker aus dem 17. Jahrhundert | BDA-Hist.: Q37833804 Status: § 57-Mandatsbescheid Stand der BDA-Liste: 2025-06-30 Name: Bürgerhaus, Strelehaus GstNr.: .80 |
| ja    | Datei hochladen | Franziskusbrunnen HERIS-ID: 17107 Objekt-ID: 13380 TKK: 21999                                                                                 | gegenüber Schustergasse 27 Standort KG: Imst        | 1888 bezeichneter Laufbrunnen mit einer Figur des hl. Franziskus aus dem Jahre 1820/30 von Gottlieb Klotz dem Älteren. | BDA-Hist.: Q37834116 Status: § 2a Stand der BDA-Liste: 2025-06-30 Name: Franziskusbrunnen GstNr.: 4166/1 |
| BW    | Datei hochladen | Bürgerhaus HERIS-ID: 17079 Objekt-ID: 13352 TKK: 22038                                                                                        | Schustergasse 29 Standort KG: Imst                  | Das spätgotische, bürgerliche Wohn- und Geschäftshaus stammt im Kern aus dem 16. Jahrhundert, nach dem Stadtbrand 1822 wurde es wiederhergestellt und nach Norden erweitert. Der dreigeschoßige Mauerbau mit Satteldach und Dachgaupen weist ein vorspringendes Obergeschoß, unterschiedlich große hölzerne Balkone und im Süden ein spätgotisches Rundbogenportal mit Hausteingewände auf. Die unregelmäßig gestalteten Fenster sind mit gekehlten Gewänden versehen. Im Inneren haben sich spätgotische Baudetails im Keller, eine Stichkappentonne im Flur und eine Holztramdecke erhalten. | BDA-Hist.: Q37833818 Status: Bescheid Stand der BDA-Liste: 2025-06-30 Name: Bürgerhaus GstNr.: .81 |
| ja    | Datei hochladen | Pulverturm HERIS-ID: 97856 Objekt-ID: 113724 TKK: 115611                                                                                      | nördlich Sirapuit 18 Standort KG: Imst              | Der in Bruchsteinmauerwerk errichtete, verputzte Rundturm mit Rundbogenportal stammt aus dem 18. Jahrhundert. | BDA-Hist.: Q37770664 Status: § 2a Stand der BDA-Liste: 2025-06-30 Name: Pulverturm GstNr.: .821 |
| ja    | Datei hochladen | Ehem. Burg und Schloss Rofenstein, Bezirkshauptmannschaft HERIS-ID: 17080 Objekt-ID: 13353 TKK: 22031, 122242                                 | Stadtplatz 1 Standort KG: Imst                      | Dreigeschoßige Vierflügelanlage, 1685 in der heutigen Form um mittelalterliche Burg des 13. Jahrhunderts erbaut | BDA-Hist.: Q17122257 Status: § 2a Stand der BDA-Liste: 2025-06-30 Name: Ehem. Burg und Schloss Rofenstein, Bezirkshauptmannschaft GstNr.: 165                                                                                     |
| ja    | Datei hochladen | Gefängnis/Strafanstalt, ehem. Steueramt HERIS-ID: 17087 Objekt-ID: 13360 TKK: 22032                                                           | Stadtplatz 2 Standort KG: Imst                      | Klassizistischer kubischer Bau | BDA-Hist.: Q37833867 Status: Bescheid Stand der BDA-Liste: 2025-06-30 Name: Gefängnis/Strafanstalt, ehem. Steueramt GstNr.: 165                                                                                                   |
| ja    | Datei hochladen | Antoniusbrunnen HERIS-ID: 17108 Objekt-ID: 13381 TKK: 21997                                                                                   | gegenüber Stadtplatz 10 Standort KG: Imst           | Brunnen mit Figur von Josef Alois Baldauf um 1860 | BDA-Hist.: Q37834131 Status: § 2a Stand der BDA-Liste: 2025-06-30 Name: Antoniusbrunnen GstNr.: 4166/1 |
| ja    | Datei hochladen | Altes Rathaus HERIS-ID: 17088 Objekt-ID: 13361 TKK: 22033                                                                                     | Stadtplatz 11 Standort KG: Imst                     | Der Salzstadel, der heute den rückwärtigen Teil des Baues einnimmt, wurde 1483 erstmals urkundlich erwähnt. 1533 wurde das Gebäude erstmals als Rathaus genannt. Ab 1880 wurde es als Garnisonskaserne der Landesschützen (später Kaiserschützen) verwendet, 1918 wurde es Sitz der Gebietskrankenkasse und des Meldeamtes, teilweise wurden Wohnungen eingerichtet. 1989 wurde das Gebäude renoviert und als Galerie „Theodor von Hörmann“ adaptiert, seit 1993 beherbergt es auch die Stadtbücherei. Die östliche Hälfte des langgestreckten dreigeschoßigen Mauerbaus weist eine unregelmäßige dreiachsige Giebelfassade mit Giebelreiter und steilem Pyramidendach sowie ein großes Rundbogenportal mit Quaderrahmung auf. Die westliche Hälfte mit zweiachsiger Giebelfassade ist über ein Segmentbogenportal erschlossen. Alle Fenster- und Türöffnungen sind mit Stuckrahmungen betont. | BDA-Hist.: Q37833879 Status: § 2a Stand der BDA-Liste: 2025-06-30 Name: Altes Rathaus GstNr.: .96 Old town hall, Imst |
| ja    | Datei hochladen | Bürgerhaus, sog. Haus Mungenast HERIS-ID: 17089 Objekt-ID: 13362 TKK: 22034                                                                   | Stadtplatz 12 Standort KG: Imst                     | Das Haus Mungenast wurde urkundlich 1815 erwähnt, geht aber vermutlich auf das 18. Jahrhundert zurück. 1911 wurde es von Josef Monczka umgestaltet. | BDA-Hist.: Q37833891 Status: Bescheid Stand der BDA-Liste: 2025-06-30 Name: Bürgerhaus, sog. Haus Mungenast GstNr.: .94/1 |
| ja    | Datei hochladen | Marienbrunnen HERIS-ID: 17100 Objekt-ID: 13373 TKK: 21965                                                                                     | bei Streleweg 2 Standort KG: Imst                   | Brunnen mit barocker Marienhalbfigur aus dem 18. Jahrhundert | BDA-Hist.: Q37834019 Status: § 2a Stand der BDA-Liste: 2025-06-30 Name: Marienbrunnen GstNr.: 4171/1 |
| ja    | Datei hochladen | Ehem. Widum/Fasnachtshaus, Fasnachtsmuseum HERIS-ID: 17090 Objekt-ID: 13363 TKK: 22066                                                        | Streleweg 6 Standort KG: Imst                       | Barocker Einhof mit zweigeschoßigem Mittelflur | BDA-Hist.: Q37833900 Status: Bescheid Stand der BDA-Liste: 2025-06-30 Name: Ehem. Widum/Fasnachtshaus, Fasnachtsmuseum GstNr.: .309 Fasnachtsmuseum, Imst                                                                         |
| ja BW | Datei hochladen | Wohnhaus HERIS-ID: 64103 Objekt-ID: 76804 TKK: 17837                                                                                          | Streleweg 8 Standort KG: Imst                       | Das Haus mit Mittelflurgrundriss geht auf das 16. Jahrhundert zurück und wurde Ende des 19. Jahrhunderts umgestaltet. | BDA-Hist.: Q38105351 Status: Bescheid Stand der BDA-Liste: 2025-06-30 Name: Wohnhaus GstNr.: 405/2 |
| ja    | Datei hochladen | Immaculatabrunnen HERIS-ID: 17105 Objekt-ID: 13378 TKK: 21967                                                                                 | bei Streleweg 14 Standort KG: Imst                  | Der Immaculatabrunnen stammt aus der Mitte des 18. Jahrhunderts und ist weiters mit 1895 bezeichnet. Die Plastik der Immaculata wird Josef Georg Witwer zugeschrieben. | BDA-Hist.: Q37834072 Status: § 2a Stand der BDA-Liste: 2025-06-30 Name: Immaculatabrunnen GstNr.: 4171/1 |
| ja    | Datei hochladen | Ferienhaus Schmitthenner/Lärchenhof HERIS-ID: 65098 Objekt-ID: 77914 TKK: 22036                                                               | Teilwiesen 3 Standort KG: Imst                      | Das Gebäude wurde um 1932 nach Plänen von Paul Schmitthenner errichtet. | BDA-Hist.: Q38109171 Status: Bescheid Stand der BDA-Liste: 2025-06-30 Name: Ferienhaus Schmitthenner/Lärchenhof GstNr.: .627 |
| ja    | Datei hochladen | Sebastiansbrunnen HERIS-ID: 17101 Objekt-ID: 13374 TKK: 21963                                                                                 | bei Thomas-Walch-Straße 2 Standort KG: Imst         | Brunnen aus dem späten 19. Jahrhundert | BDA-Hist.: Q37834032 Status: § 2a Stand der BDA-Liste: 2025-06-30 Name: Sebastiansbrunnen GstNr.: .282/1 Sebastianbrunnen (Imst)                                                                                                  |
| ja    | Datei hochladen | Michaelskapelle/Kriegergedächtnisstätte HERIS-ID: 16328 Objekt-ID: 12586 TKK: 21871                                                           | gegenüber Thomas-Walch-Straße 3 Standort KG: Imst   | Die doppelgeschoßige, in die Südostecke der Friedhofsmauer eingebundene Kapelle wurde 1296 erstmals urkundlich erwähnt. 1470/1471 wurde sie im gotischen Stil neu gebaut, 1956 das Obergeschoß zur Kriegergedächtnisstätte umgestaltet. Der Bau über quadratischem Grundriss mit Walmdach und kleinem, offenem Dachreiter ist außen mit durchlaufenden Lisenen und einem Sockel- und Kaffgesims gegliedert. Das dem hl. Michael geweihte Obergeschoß ist vom Friedhof her durch ein gekehltes Spitzbogenportal erschlossen und weist Rund- und Spitzbogenfenster mit reichem Maßwerk auf. Das Innere ist mit einem Netzrippengewölbe versehen. An der Ostwand befindet sich eine Spitzbogennische mit gotischem Fresko hll. Michael und Daniel (um 1490), die übrigen Wände zeigen Wandmalereien von 1956: Apokalyptische Reiter von August Stimpfl, hl. Franziskus von Herbert Wachter, Grablegung Christi von Elmar Kopp, Jüngstes Gericht von Andreas Weissenbach sowie Tafeln mit den Namen der Gefallenen und Vermissten beider Weltkriege. Die dem hl. Hieronymus geweihte Unterkirche, früher als Beinhaus genutzt, ist ein niedriger Raum mit Mittelsäule und Kreuzgratgewölbe. | BDA-Hist.: Q37812807 Status: § 2a Stand der BDA-Liste: 2025-06-30 Name: Michaelskapelle/Kriegergedächtnisstätte GstNr.: .305 |
| ja    | Datei hochladen | Immaculatabrunnen HERIS-ID: 17099 Objekt-ID: 13372 TKK: 21954                                                                                 | bei Thomas-Walch-Straße 7 Standort KG: Imst         | Der Laufbrunnen Lochbrunnen stammt aus dem 19. Jahrhundert (vor 1875) und ist mit 1889 bezeichnet. Die Brunnenfigur der Immaculata stammt von Franz Xaver Renn. | BDA-Hist.: Q37834006 Status: § 2a Stand der BDA-Liste: 2025-06-30 Name: Immaculatabrunnen GstNr.: 4171/2 |
| ja    | Datei hochladen | Marienkapelle HERIS-ID: 17096 Objekt-ID: 13369 TKK: 21893                                                                                     | gegenüber Thomas-Walch-Straße 17 Standort KG: Imst  | Barocker Bau um 1700 mit jüngerer Vorlaube | BDA-Hist.: Q37833966 Status: § 2a Stand der BDA-Liste: 2025-06-30 Name: Marienkapelle GstNr.: .476 Marienkapelle (Imst) |
| ja    | Datei hochladen | Friedhof HERIS-ID: 17058 Objekt-ID: 13329 TKK: 115612                                                                                         | gegenüber Vogelhändlergasse 1 Standort KG: Imst     | Friedhof mit spitzbogigen Arkadengängen aus dem frühen 20. Jahrhundert | BDA-Hist.: Q37833583 Status: § 2a Stand der BDA-Liste: 2025-06-30 Name: Friedhof GstNr.: 391/1, 391/2, .304, .303 Old cemetery Imst                                                                                               |
| ja    | Datei hochladen | Kath. Pfarrkirche Maria Himmelfahrt HERIS-ID: 16333 Objekt-ID: 12591 TKK: 21863                                                               | Vogelhändlergasse 3 Standort KG: Imst               | Von 1462 bis 1493 erbaute spätgotische Hallenkirche der Imster Bauhütte. Der Innenraum wurde 1780 barockisiert und nach einem Brand 1822 neu gewölbt und um 1908 wieder gotisch rekonstruiert. | BDA-Hist.: Q18818498 Status: § 2a Stand der BDA-Liste: 2025-06-30 Name: Kath. Pfarrkirche Maria Himmelfahrt GstNr.: .306 Pfarrkirche Mariä Himmelfahrt (Imst)                                                                     |
| ja    | Datei hochladen | Kruzifix am Neuen Friedhof HERIS-ID: 17123 Objekt-ID: 13397 TKK: 33511                                                                        | Vogelhändlergasse 3, in der Nähe Standort KG: Imst  | Das Kruzifix in einem geschlossenen Bretterkasten mit Satteldach weist einen Corpus im Viernageltypus auf. | BDA-Hist.: Q37834323 Status: § 2a Stand der BDA-Liste: 2025-06-30 Name: Kruzifix am Neuen Friedhof GstNr.: 535/1 |
| ja    | Datei hochladen | Martinsbrunnen HERIS-ID: 17102 Objekt-ID: 13375 TKK: 21969                                                                                    | bei Vogelhändlergasse 3a Standort KG: Imst          | Brunnen aus dem späten 19. Jahrhundert | BDA-Hist.: Q37834044 Status: § 2a Stand der BDA-Liste: 2025-06-30 Name: Martinsbrunnen GstNr.: 4171/1 |
| ja    | Datei hochladen | Kapelle hl. Antonius mit Inventar HERIS-ID: 17092 Objekt-ID: 13365 TKK: 21896                                                                 | Gschnallenhöfe 4, bei Standort KG: Imst             | Die Hofkapelle stammt vom Ende des 18. Jahrhunderts. Das Fresco im Altarraum malte August Stimpfl 1991. | BDA-Hist.: Q37833924 Status: Bescheid Stand der BDA-Liste: 2025-06-30 Name: Kapelle hl. Antonius mit Inventar GstNr.: .470 Antoniuskapelle, Imst                                                                                  |